# Euphrasia aurea
Euphrasia aurea là loài thực vật có hoa thuộc họ Cỏ chổi. Loài này được F.Phil. ex Phil. mô tả khoa học đầu tiên năm 1895.